# Священное дерево Киели Агаш - Аулие Агаш
Священное дерево Киели-Агаш (Аулие-Агаш, Улкен-Агаш) — вяз, растущий в Панфиловском районе Алматинской области.

## Местонахождение
Аулие-Агаш расположен в 320 км от города Алматы, в посёлке Коктал, в 30 км за городом Жаркент.

## Описание
В переводе с казахского языка Аулие Агаш означает «святое дерево». Карагач великан старше 700 лет. В обхвате дерево имеет 6,5 метров. Для того, чтобы обхватить ствол дерева, нужно 6 взрослых человек. Аулие Агаш окружен семью вязами, ветки которых переплетены между собой. Вокруг дерева растет молодая роща. Главная аллея, ведущая к дереву, выложена скальником, расставлены скамейки и беседка для туристов и отдыхающих. Дерево считается священным, поэтому его ветки украшены платками и лентами, которые посетители привязывают, когда загадывают желания.
Существует легенда, что купец Байбосын, который водил свои караваны по Великому Шелковому Пути, остановился на ночлег в этом месте и воткнул в землю свой посох. Наутро он обнаружил на месте посоха молодой саженец карагача.